# Shane O'Brien (roddare)
Shane O'Brien, född den 27 september 1960 i Auckland i Nya Zeeland, är en nyzeeländsk roddare.
Han tog OS-guld i fyra utan styrman i samband med de olympiska roddtävlingarna 1984 i Los Angeles.